# John Farson
John Farson, también conocido como "El hombre bueno" o "El buen hombre" es un personaje de ficción de la novela la Torre Oscura de Stephen King. Su primera aparición es en el volumen "La hierba del diablo" donde se presenta como un forajido y rebelde contra la afiliación primero, y más adelante como el hombre que causó la caída de Gilead.

## La rebelión contra la afiliación
La primera vez que tenemos noticias de él, es cuando Roland y Cuthbert escuchan en secreto la conversación de Hax (el cocinero de la afiliación) con un guardia traidor. En esta conversación se relata como "el hombre bueno" planea envenenar la fuente de agua de una baronía cercana a Gilead. Los dos traidores acaban la conversación con el saludo entre las huestes de Farson: "no preguntes que puede hacer el hombre bueno por ti, sino que puedes hacer tu por el hombre bueno"
En la baronía de Mejis, John Farson planea con hacerse con una estación petrolífera para obtener combustible que haga funcionar "las armas del mundo antiguo" que había conseguido(más adelante se conoce que son carros de combate y tanques). Sin embargo el primer ka-tet de Roland consigue frustrar sus planes y asesinar a su teniente Látigo junto al resto de sus hombres.
Lo siguiente que sabemos de Farson es que consiguió sumir el último bastion de la civilización en una guerra civil entonando palabras como "democracia" y "libertad" asegurando que la afiliación y los pistoleros debían ser derrocados en una sangrienta rebelión popular.

## La caída de Gilead
Aunque a partir de entonces no se sabe nada del futuro de John Farson, Roland relata como en la Batalla de Jericho Hill, las fuerzas de la afiliación son totalmente aniquiladas por las menguadas fuerzas de Farson quedando Roland como el último pistolero vivo en la faz de la tierra y último descendiente del linaje de Eld. Este desenlace provocara que los haces que sostienen el mundo empiecen a desintegrarse y el mundo "se mueva", ya que Farson se encontraba al servicio del Rey Carmesí, cuyo objetivo es destruir la Torre Oscura.

## El origen
Aunque en un principio se especulaba con que John Farson era otra de las múltiples personalidades de Marten Broadcloack(o Randall Flag)en el cómic publicado por Marvel descubrimos que esto no es así. Farson es un hombre temible y sádico que disfruta con la matanza y la violencia injustificada.
Su principal hobby es jugar a lanzar las cabezas cortadas de sus enemigos por los aires y hacer apuestas con sus hombres de cuan lejos llegara. Sus orígenes son inciertos hasta para el ka-tet de Roland, aunque cuando eran niños escucharon que era un cazador de las baronías interiores que decidió hacerse de poder y riquezas mediante la manipulación política, esto no significa precisamente que lo sea.
Físicamente se presenta como un hombre de altura imponente embutido en una armadura de cuero negro, y una máscara que se presume es de carne humana. Aunque nunca se le ve con ningún arma, en la portada del comic número 5 de la colección "Traición" podemos ver un retrato de Farson sin la máscara (su cara parece estar marcada con algún tipo de cicatriz) y un par de pistolas colgadas en la cintura, lo que hace pensar que podría ser un antiguo miembro del linaje de Eld; esta hipótesis es reforzada por el hecho de que cuando entra en Gilead tras ganar la batalla contra los pistoleros comenta "es decepcionante, la recordaba más grande", dando a entender que ya había estado en Gilead, probablemente cuando era muy joven. 
En una conversación con Marten Broadcloack, Farson se muestra arrogante y chulesco, sin mostrar respeto alguno por el hechicero negro (a quien Farson se refiere como "Marten el de muchos nombres") por lo que su motivo de una alianza con el Rey Carmesí parece ser por interés, como medio para conseguir derrocar el gobierno de Gilead.
Se desconoce cual fue el destino de John Farson tras la batalla de Jericho Hill o si llegó a tomar parte en ella.
- Datos: Q1061631